# 에블린 브로슈
에블린 브로슈(Évelyne Brochu, 1982년 11월 17일 ~ )는 캐나다의 배우이다.

## 출연 작품

### 영화
- 폴리테크닉 (2009)
- 카페 드 플로르 (2011)
- 인샬라 (2012)
- 탐엣더팜 (2013)
- 세기의 매치 (2014)
- 리메모리: 기억추출 (2017)

### 텔레비전
- 오펀 블랙 (2013-17)